# Spanische Inlinehockeynationalmannschaft der Frauen
Die spanische Inlinehockeynationalmannschaft der Frauen (span. Selección femenina de hockey línea de España) ist eine Auswahl spanischer Spielerinnen in der Sportart Inlinehockey (span. Hockey línea). Sie repräsentiert die Real Federación Española de Patinaje (RFEP, Königlich-spanischer Rollsportverband) auf internationaler Ebene. Bislang nahm die Mannschaft ausschließlich an Inlinehockey-Weltmeisterschaften der Internationalen Rollsport-Föderation (FIRS) teil, die besten Resultate waren die Silbermedaille 2017, als die Spanierinnen erst im Endspiel der USA mit 0:1 unterlagen, und die Bronzemedaillen in den Jahren 2012, 2014 und 2015.

## Resultate
Inlinehockey-Weltmeisterschaft
| Jahr | Resultat |
| ---- | -------- |
| 2002 |          |
| 2003 |          |
| 2004 | 9. Platz |
| 2005 | 6. Platz |
| 2006 |          |
| 2007 | 5. Platz |
| 2008 | 5. Platz |
| 2009 | 5. Platz |
| 2010 | 5. Platz |
| 2011 | 4. Platz |

| Jahr | Resultat |
| ---- | -------- |
| 2012 | 3. Platz |
| 2013 |          |
| 2014 | 3. Platz |
| 2015 | 3. Platz |
| 2016 | 5. Platz |
| 2017 | 2. Platz |